# Peltodoris
Peltodoris es un género de moluscos nudibranquios de la familia Discodorididae.

## Diversidad
El género Peltodoris incluye un total de 6 especies descritas:
- Peltodoris atromaculata Bergh, 1880
- Peltodoris carolynae Mulliner & Sphon,1974
- Peltodoris mullineri Millen & Bertsch, 2000
- Peltodoris murrea  (Abraham, 1877)
- Peltodoris rosae Valdés & Bertsch, 2010
- Peltodoris rubra Bergh, 1905
- Peltodoris temarensis Edmunds, 2011

- Peltodoris angulata Eliot, 1903  (nomen dubium)
- Peltodoris noumeae Risbec, 1937  (nomen dubium)

Especies cuyo nombre ha dejado de ser aceptado por sinonimia:
- Peltodoris aurea Eliot, 1903: aceptado como Montereina aurea  (Eliot, 1903)
- Peltodoris crucis  (Mörch, 1863): aceptado como Tayuva lilacina (Gould, 1852)
- Peltodoris fellowsi Kay & Young, 1969: aceptado como Hiatodoris fellowsi  (Kay & Young, 1969)
- Peltodoris greeleyi MacFarland, 1909: aceptado como Montereina greeleyi  (MacFarland, 1909)
- Peltodoris hummelincki Marcus & Marcus, 1963: aceptado como Tayuva lilacina  (Gould, 1852)
- Peltodoris lancei Millen & Bertsch, 2000: aceptado como Montereina lancei  (Millen & Bertsch, 2000)
- Peltodoris lippa Valdés, 2001: aceptado como Montereina lippa  (Valdés, 2001)
- Peltodoris marmorata (Bergh, 1898): aceptado como Anisodoris marmorata Bergh, 1898: aceptado como Diaudula variolata (d’Orbigny, 1837)
- Peltodoris mauritiana Bergh, 1889: aceptado como Peltodoris murrea  (Abraham, 1877)
- Peltodoris nayarita Ortea & Llera, 1981: aceptado como Montereina greeleyi (MacFarland, 1909)
- Peltodoris nobilis (MacFarland, 1905): aceptado como Montereina nobilis MacFarland, 1905